# Archivo Montserrat Tarradellas i Macià
El Archivo Montserrat Tarradellas i Macià (AMTM) es el archivo compuesto por el fondo documental de Josep Tarradellas, presidente de la Generalidad de Cataluña en el exilio, y otros fondos personales donados al Real Monasterio de Santa María de Poblet. Está en la abadía de Poblet, en el municipio de Vimbodí, en la provincia de Tarragona.

## Historia
Tarradellas fue por primera vez a Poblet en visita oficial el 10 de febrero de 1978, iniciándose una relación amistosa con la comunidad de Poblet. El 31 de diciembre de 1981 hizo donación efectiva de su archivo personal al monasterio, dándole el nombre de su hija, Montserrat Tarradellas i Macià (1928-1984). La totalidad del fondo documental fue cedida al Monasterio de Poblet en concepto de depósito mientras estuvieran vivos Josep Tarradellas i Joan y su esposa Antònia Macià de Tarradellas. 
A su muerte, la comunidad monástica pasaría a ser propietaria de los bienes depositados. Fallecidos Tarradellas (1988) y su esposa Antonia Maciá (2001), el archivo quedó en propiedad de la comunidad de Poblet, tal y como establecía el convenio de donación del año 1981. El Archivo Montserrat Tarradellas y Maciá es tutelado por un Patronato presidido por el abad del monasterio

## Edificio
El Archivo está en el antiguo Palau de l'Abat, un edificio situado fuera del recinto amurallado, en el sureste. Empezaron sus obras con el abad Francesc Oliver de Boteller (1583-1598) y el palacio fue ampliado durante el abadiato de Josep Tresánchez (1684-1688). En el siglo XVIII acabó su construcción, con la fachada barroca que data del 1776. El edificio llegó a la actualidad en ruinas y fue reconstruido durante el abadiato de Maur Esteva (1970-1988).
El Archivo ocupa las tres plantas del ala de poniente del palacio, compartido con el Archivo de la Casa Ducal de Medinaceli en Cataluña. En el ala de levante hay salas de conferencias y exposiciones.

## Fondo documental
El archivo contiene fondos de carácter privado, fondos de carácter público, cartas, monografías, publicaciones periódicas, fotografías, carteles. También contiene una colección de 38 películas fechadas entre 1937 y 1952, que ilustran la Guerra Civil y el exilio, tres de ellas de la productora Laya Films del Comisariado de Propaganda de la Generalidad de Cataluña de 1936-1939. Los originales de estas películas se conservan, en concepto de depósito, en la Filmoteca de la Generalidad de Cataluña y su consulta y uso de las imágenes se llevan a cabo bajo permiso expreso de la dirección del Archivo Montserrat Tarradellas i Macià. Con el paso de los años el Archivo se ha visto incrementado con nuevas donaciones. Se puede consultar la lista completa con información sobre las personas o instituciones que hicieron donaciones en la página web del Archivo. De las donaciones cabe destacar el fondo Jaume Miravitlles, comisario de Propaganda de la Generalitat durante la Guerra Civil; de los periodistas Carles Sentís (Presidente UCD Catalunya) y Ramon Barnils; de los políticos Carles Andreu Abelló, Josep M. Bricall y Joan Antoni Samaranch, del historiador Paul Preston o del general Domènec Batet, fusilado por Franco. 
El fondo del Archivo está en proceso de digitalización, cosa que ha sido posible gracias a la colaboración de la «Obra social de Catalunya Caixa» y, actualmente de la «Obra Social la Caixa».
El Archivo Tarradellas es de visita obligada para los investigadores que quieran conocer la historia de la República, la Guerra Civil, el Exilio y la Transición.

## Donaciones de fondos al Archivo Montserrat Tarradellas i Macià
| 1  | 1986       | Fondo documental de Joan Rodríguez Papasseit, Delegado de la Generalidad republicana a Tarragona durante la Guerra Civil. Donado por él mismo. |
| 2  | 1988       | Fondo documental de Andreu Cortines Jaumot (1909-1989), colaborador personal del presidente Tarradellas al exilio. Donado por su familia. |
| 3  | 07.12.1992 | Fondo documental del General Domingo Batet (1872-1937). Donado por la familia Carbó-Batet. |
| 4  | 04.07.1995 | Fondo documental de Antoni Andreu i Abelló, desde el 5 de agosto de 1938 hasta el 12 de diciembre de 1956. Donado por su hermano, Carles Andreu i Abelló. |
| 5  | 19.10.1995 | Conjunto de documentos sobre la Primera Guerra Carlista donado por Carles Andreu i Abelló, por encargo de M. Carme Sedó i Vallvé (Incluido a la colección documental “Primera Guerra Carlina”) |
| 6  | 07.12.1995 | Fondo documental de Víctor Torres, secretario general de la presidencia de la Generalidad de Cataluña del Gobierno Josep Irla. Donado por él mismo. |
| 7  | 1995       | Fondo documental de Lluís Gausachs i Ramon, secretario particular de la presidencia de la Generalidad de Cataluña al exilio desde el 25 de agosto de 1954 hasta el mes de mayo de 1980. Donado por él mismo. |
| 8  | 11.12.1996 | Fondo documental de Josep Munté Rodríguez. Donado, en concepto de depósito, por él mismo. |
| 9  | 09.01.1997 | Donación de Mercè Roca i Masgrau, secretaria del Centre Josep Carner de Bruselas, de seis fotografías de una visita del presidente Tarradellas a Bruselas el junio de 1975, incluidas a la colección documental “Josep Tarradellas i Joan i familia”. |
| 10 | 10.10.1997 | Fondo documental de las actividades profesionales y políticas de Manuel Ortínez i Mur. Donado por su familia. |
| 11 | 27.02.1998 | Fondo documental del derecho de asilo pedido al Gobierno Suizo por la familia Tarradellas y por Carlos Martí i Feced y por Ventura Gassol (1942-1945). Donado por Josep Tarradellas i Macià. |
| 12 | 28.05.1998 | Colección bibliográfica y de hemeroteca de Josep Puig i Tost. Donado por su viuda, Isabel Calaf. Las publicaciones periódicas se han incluido a la colección “Publicaciones periódicas de l’AMTM”. |
| 13 | 13.07.1998 | Fondo documental del Partido Socialista Unificado de Cataluña. Los documentos, sacados de los archivos del KGB de Moscú, fueron seleccionados y clasificados por Llibert Ferri, corresponsal de TV3 a Moscú. Todo el material está fotocopiado. Donado en concepto de depósito por la Diputación de Barcelona. |
| 14 | 10.02.1999 | Fondo documental y gráfico de Romà Planas i Miró. Donado por su familia. |
| 15 | 09.09.1999 | Fondo gráfico de Eugeni Castillo (1977-1980). Donado por la Diputación Provincial de Barcelona. |
| 16 | 09.09.1999 | Fondo gráfico de Eugeni Castillo (22 d’abril de 1980-27 d’octubre de 1993). Donado por él mismo. |
| 17 | 30.11.2000 | 115 volúmenes de la Enciclopedia Espasa-Calpe (1920-1996). Donados por Josep M. Montal Costa. |
| 18 | 2001       | Copia de las memorias de Joan Pons i Garlandí, uno de los miembros fundadores de Esquerra Republicana de Catalunya, incluido a la colección documental “República, Guerra Civil y Exilio”. Donado por su sobrino Josep Poca i Gaya. |
| 19 | 01.2001    | Colección bibliográfica de Joan Antoni Samaranch. Donado por él mismo. |
| 20 | 02.2001    | Documentos y fotografías de la familia Tarradellas. Donado por M. Lluïsa Teixidor i Macià. (Incluido a la colección documental “Josep Tarradellas i Joan i familia”) |
| 21 | 05.2001    | Conjunto de documentos sobre el presidente Tarradellas, básicamente copias de cartas y alguna original intercambiadas entre el President Tarradellas y diferentes personalidades del momento. También contiene declaraciones, parlamentos y mensajes del Presidente Tarradellas. Donado por Teresa Rovira i Comas, viuda de Felip Calvet. (Incluido a la colección documental “Josep Tarradellas i Joan i familia”) |
| 22 | 2002       | Copias de documentos sobre las patrullas de control y el sumario sobre el asesinato de 172 maristas durante la Guerra Civil, incluido a la colección documental “República, Guerra Civil y Exilio”. Donado por Mariano Santamaría Rodríguez. |
| 23 | 2002       | Donación de Jaume Ros Serra de resúmenes de prensa sobre Josep Tarradellas i personajes relacionados con Estat Català y con el Frente Nacional de Cataluña y de fotografías sobre el funeral de los hermanos Badia i sobre la muerte de Joan Casanovas, incluido a la colección documental “República, Guerra Civil y Exilio”.                                                                                      |
| 24 | 21.03.2002 | Fondo documental de Ramon Barnils desde el año 1959 hasta el 2001. Donado en concepto de depósito por sus hijos. |
| 25 | 04.04.2002 | Donación de Albert Arbós i Villasclaras de las grabaciones en formato video del año 1985 de las conversaciones con Josep Tarradellas i Joan y de personas vivieron su época. Donado por él mismo. |
| 26 | 07.05.2002 | Fondo documental de Carlos Sentís. Donado por él mismo. |
| 27 | 05.2002    | Colección bibliográfica de Ernest Udina i Abelló. Donada por su viuda, Diana Svendsen d’Udina. |
| 28 | 09.11.2002 | Colección de publicaciones periódicas (desde el año 1713 hasta el 2000) y colección bibliográfica sobre historia de la prensa catalana de Joan Torrent Martínez. Donado por Ignasi Costa i Valls. Las publicaciones periódicas se han incluido a la colección “Publicaciones periódicas de l’AMTM”. |
| 29 | 11.2002    | Fondo documental de Lluís Armet. Donado por él mismo. |
| 30 | 22.02.2003 | Fondo documental de Martín Roselló i Forns, relacionado con el Partido Republicano Radical de Alejandro Lerroux. Donado por Maria Roselló i Lluís Jordà (esposa i nieto de Martín Roselló). |
| 31 | 12.03.2003 | Conjunto de entrevistas hechas a 40 personas que vivieron la Guerra Civil a Cataluña y el documental sobre la Guerra Civil que se elaboró a partir de las entrevistas. También incluye la transcripción de las entrevistas y las biografías de los entrevistados. Incluido a la colección documental “Guerra Civil”. Donado, en concepto de depósito, por la Diputación Provincial de Barcelona.                    |
| 32 | 23.12.2003 | Fondo documental y colección bibliográfica de Josep Fornas Martínez. Donado por él mismo. |
| 33 | 03.06.2004 | Colección del Boletín oficial de la Provincia de Tarragona (1996-2003) y del Diario Oficial de la Generalidad de Cataluña (1977-2003), incluidos a la colección “Publicaciones periódicas de l’AMTM”. Donados por el Ayuntamiento de Rocafort de Queralt. |
| 34 | 07.04.2005 | Colección bibliográfica de Jordi Fornas Martínez. Donado por él mismo. |
| 35 | 12.2005    | Fondo documental y colección bibliográfica de Josep M. Bricall Masip. Donado por él mismo. |
| 36 | 06.2006    | Fondo documental Familia de Ros. Donado por Jaume de Puig. |
| 37 | 07.2006    | Conjunto de libros sobre historia contemporánea donados por José Luis Sureda. |
| 38 | 13.11.2006 | Fondo documental y colección bibliográfica de Ferran Civit i Martí y colección “Material proceso independentista catalán”. Donado, en concepto de depósito, por él mismo. |
| 39 | 19.02.2007 | Conjunto de entrevistas hechas a 42 personas que vivieron la Posguerra a Catalunya i el documental "Postguerra a Catalunya. Testimonis i records 1939-1951" que se elaboró a partir de las entrevistas. También incluye la transcripción de las entrevistas. Incluido a la colección documental “Posguerra”. Donado, en concepto de depósito, por la Diputación Provincial de Barcelona.                            |
| 40 | 22.10.2007 | Fondo documental de Jaume Miravitlles, secretario del Comité Central de Milicias Antifascistas de Cataluña y Comisario del Comisariado de propaganda (Generalidad de Cataluña) 1936-1939. Donado por su hijo, Marc Miravitlles Rogers. |
| 41 | 11.12.2007 | Donación de Carles Querol i Rovira de ocho fotografías de la fábrica de industria de guerra en Cataluña de San Sadurní de Noya (1938), incluidas a la Colección documental “Industrias de Guerra”. |
| 42 | 04.02.2008 | Fondo documental de Rafael Tasis Marca. Donado por Josep Fornas i Martínez |
| 43 | 15.04.2008 | Conjunto de documentos sobre la Asamblea de Cataluña creada el noviembre de 1971 y sobre el Partido de los Socialistas de Cataluña (incluidos a la colección documental “Transició Espanyola”). Donado por Francesc Vilanova i Vila-Abadal. |
| 44 | 19.11.2008 | Conjunto de fotografías sobre la trayectoria política del President Tarradellas y su retorno a Catalunya que se exhibieron a la exposición “Ara fa 10 anys... ciutadans de Catalunya” del Club d’Opinió Emprius, incluidas a la colección documental “Josep Tarradellas i Joan y familia”. Donado por la Biblioteca Pública Arús.                                                                                   |
| 45 | 10.2009    | Donación en concepto de depósito por parte de Isaac Montoya Salomó de una fotografía hecha el 21 de septiembre de 1936 a las instalaciones de la Maquinista Terrestre i Marítima de un vagón de tren blindado al servicio de industria de guerra en Cataluña, incluida a la colección documental “Industrias de Guerra”.                                                                                            |
| 46 | 03.02.2010 | Conjunto de documentos sobre la Transición española donados por Antoni i Enric Ximenis i Caamaño (Incluidos a la colección documental “Transición Española”) |
| 47 | 23.07.2012 | Copia del dietario personal de Miquel Albert i Barris, secretario de Josep Tarradellas durante la Generalitat Republicana, incluido a la colección documental “República, Guerra Civil i Exilio”. Donado por su nieto Lluís Bosch. |
| 48 | 08.2012    | Colección bibliográfica del P. Ramon Alberdi, salesiano-historiador. Donado por Jordi Latorre i Castillo, responsable de la Obra Salesiana Martí-Codolar de Barcelona. |
| 49 | 23.03.2012 | Colección de fotografías del Regiment Pirinenc número 1. Donadas por Reinald Benet de Caparà. Incluidas a la colección documental “Regiment Pirinenc número 1”. |
| 50 | 04.04.2012 | Fondo documental de Juan Antonio Samaranch. Donado por sus hijos. |
| 51 | 20.04.2015 | Fondo documental y bibliográfico del historiador Paul Preston. Donado por él mismo. |
| 52 | 29.10.2015 | Fondo documental de Jaume Cornudella i Olivé, fundador del Frente Nacional de Cataluña. Donado por la familia Cornudella-Soler. |
| 53 | 29.10.2015 | Fondo documental de Josep Montalvo Gómez, mozo de escuadra del President Tarradellas. Donado por la familia Montalvo-Cornudella. |
| 54 | 11.2015    | Fondo documental y de publicaciones periódicas del Partido Carlista desde 1870 hasta 1994. |
| 55 | 28.11.2015 | Fondo documental de Carlos Trías Bertrán desde 1939 a 1969. Donado, en concepto de depósito, por su hijo Jorge Trias Sagnier. |
| 56 | 28.11.2015 | Fondo documental de Miguel Mateu. Donado en concepto de depósito por Jorge Trias Sagnier. |
| 57 | 18.04.2016 | Colección bibliográfica de Elisabeth Gol Sastre. Donación hecha por ella misma. |
| 58 | 20.05.2016 | Fondo documental i colección bibliográfica de Jorge Trias Sagnier. Donado en concepto de depósito por él mismo. |
| 59 | 24.08.2016 | Material bélico de la Guerra Civil Española y de las Industrias de Guerra de Catalunya. Donado en concepto de depósito por Andreu Badia Felip e incluido a la colección “Material bélico Guerra Civil Española”. |
| 60 | 11.10.2016 | Colección del diario «Avui» desde el 23 d'abril de 1976 hasta junio de 1982, incluida a la colección “Publicaciones periódicas de l’AMTM”. Donación hecha por Joaquim Aloy Bosch. |
| 61 | 20.10.2016 | Colección documental de los expedientes de formación de la Unió de Pagesos (1990-2001) donado, en concepto de depósito, por Joan Caball Subirana, en representación de Unió de Pagesos. |
| 62 | 30.12.2016 | Documentación relativa al President Tarradellas, incluida a la colección documental “Josep Tarradellas i Joan y familia”. Donación hecha por Isabel Bonet i Espriu. |
| 63 | 12.01.2017 | Álbum de fotografías de la familia Tomàs-Tarradellas, incluido a la colección documental “Josep Tarradellas i Joan y familia”. |
| 64 | 23.03.2017 | Fondo documental de Just Cabot. |
| 65 | 10.07.2017 | Documentación relativa a l’Asamblea de Cataluña (creada el 1971), incluida a la colección documental “Transició Espanyola”. Donación hecha por Joan Martí Bartolí. |
| 66 | 10.07.2017 | Documentación diversa sobre el presidente Tarradellas, incluida a la colección documental “Josep Tarradellas i Joan i familia”. Donación hecha por Joan Martí Bartolí. |
| 67 | 01.09.2017 | Conjunto de cartas que se intercambiaron Miguel Mateu y Francisco Cambó. Donación hecha por Institut Cambó e incluida a la colección documental “Postguerra”. |
| 68 | 13.09.2017 | Colección bibliográfica sobre la Guerra Civil Española. Donación hecha por Josep M. Contijoch Casanovas. |
| 69 | 13.09.2017 | Colección documental sobre la Guerra de Ifni. Donación hecha por la Associació Catalana de Veterans de Sidi-Ifni. |
| 70 | 15.09.2017 | Colección bibliográfica y colección del diario local «Luz» editado en Barbará de agosto de 1943 hasta diciembre de 1944 y de la revista «Llum» de Barbará de diciembre de 1988 hasta diciembre de 1998, propiedad de Joan Casamitjana Fabregat, incluido a la colección “Hemeroteca”. Donación hecha por las Sras. Montserrat Casamitjana Abellà i Roser Casamitjana Abellà, hijas del propietario de la colección. |
| 71 | 03.11.2017 | Informe sobre el retorno del presidente Tarradellas elaborado, por encargo del presidente Adolfo Suárez, por José Luis Sanchis Armelles, incluido a la colección documental “Transición Española”. Donación hecha por el mismo autor del informe. |
| 72 | 04.01.2018 | Documentación, publicaciones y panfletos de la Transición española incluidos a la colección documental “Transición Española”. Donación hecha por Josep M. Carreras Tarragó. |
| 73 | 30.01.2018 | Documentación personal y política de Josep Sans i Arrufat, Presidente del Casal de Catalunya a París, que lo vincula con el President Tarradellas, incluida a la colección documental “Josep Tarradellas i Joan i familia”. Donación hecha por Vicenç Molina Oliver. |
| 74 | 10.05.2018 | Donación de la Fundació Josep Irla de una carta del Sr. Lluís Gausachs, incluida a la colección documental “Transició Espanyola”. |
| 75 | 23.05.2018 | Colección bibliográfica sobre catalanismo y política catalana. Donación hecha por Oriol Casanovas. |
| 76 | 09.06.2018 | Donación, hecha por Vicens-Andreu Escribà Burdeus, del documental titulado "Tarradellas" dirigido por Ferran Llagostera y coordinado por Josep Serra Estruch que habla sobre el retorno del President Tarradellas a Catalunya y de dos audios de una conferencia que pronunció el President Tarradellas a París el 6/01/1977. Incluido a la colección documental “Josep Tarradellas i Joan i família”.              |
| 77 | 19.06.2018 | Donación de la editora audiovisual Ottokar de las entrevistas que realizaron a los personajes que influyeron en el retorno del President Tarradellas a Catalunya el año 1977 y que sirvieron de base para elaborar el documental “Els homes del silenci”. |
| 78 | 12.07.2018 | Donación de la Fundación Apel·les Fenosa de dos cartas que envía Just Cabot al Sr. Apel·les Fenosa, incluido a la colección documental “República, Guerra Civil y Exilio”. |
| 79 | 30.07.2018 | Donación de la Fundación Apel·les Fenosa de documentación y fotografías relacionadas con el President Tarradellas, incluido a la colección documental “Josep Tarradellas i Joan y familia”. |

## Servicios
El Archivo ofrece los siguientes servicios:
- Zona wifi
- Ordenadores para la consulta de documentación digitalizada
- Fondo bibliográfico, especializado en historia contemporánea, integrado al Catálogo Colectivo de las Universidades Catalanas
- Atención a las peticiones de información
- Visitas guiadas en grupo (previa petición)
- Jornada de puertas abiertas en motivo del Día Internacional de los Archivos (9 de junio)
- Reprografía en soporte digital, previo pago de las tarifas
- Servicio de información y referencia

Consulta de los fondos previa petición por correo electrónico o por teléfono.
El horario de consulta es de 9 a 17 h de lunes a viernes. Julio, agosto y vigílias de festivos es de 9 a 15 h.
El fondo bibliográfico del Archivo se puede consultar a través del Catálogo de la Biblioteca de la URV.